# J.W. Runebergs pris
J.W. Runebergs pris är ett finländskt pris för framgångsrik vetenskaplig verksamhet inom medicin. Det utdelas av Finska Läkaresällskapet men kan även tilldelas icke-medlemmar.
Priset, som utdelas vid årsmötet i januari, består av en medalj som bär donatorns Johan Wilhelm Runebergs bild och av ett penningbelopp. Det har utdelats sedan 1960, först årligen, sedermera vartannat år. Det är ett av de mest prestigefyllda medicinska priserna i landet och sedan 1995 ett av de största.